# 미니마니
미니마니(MINIMANI)는 대한민국의 여성 3인조로 구성된 음악 그룹이다. 2021년 싱글 앨범 멈춰(STOP)로 데뷔했다.

## 방송
- 트롯 전국체전 (2020)
- 헬로트로트 (2021) - Top42(39위)

## 음반
- 멈춰 (STOP) (2021)
- 나에게 (2021)
- 콸콸콸 (2022)

## 수상
- 2023.08.16. 《2023 자랑스러운 한국인 100인 대상》 K-POP 트로트 인기그룹상